# رون برنس
رون برنس (بالإنجليزية: Ron Prince)‏ هو لاعب كرة قدم أمريكية أمريكي، ولد في 18 سبتمبر 1969 في أوماها في الولايات المتحدة.

## وصلات خارجية
- رون برنس على موقع إن إن دي بي (الإنجليزية)